# Бонілья-де-ла-Сьєрра
Бонілья-де-ла-Сьєрра (ісп. Bonilla de la Sierra) — муніципалітет в Іспанії, у складі автономної спільноти Кастилія-і-Леон, у провінції Авіла. Населення — 132 особи (2010).
Муніципалітет розташований на відстані близько 130 км на захід від Мадрида, 49 км на захід від Авіли.
На території муніципалітету розташовані такі населені пункти: (дані про населення за 2010 рік)
- Бонілья-де-ла-Сьєрра: 83 особи
- Кабесас-де-Бонілья: 22 особи
- Пахарехос: 19 осіб
- Рівера-де-Корнеха: 8 осіб

## Демографія
Динаміка населення (INE ):

## Галерея зображень

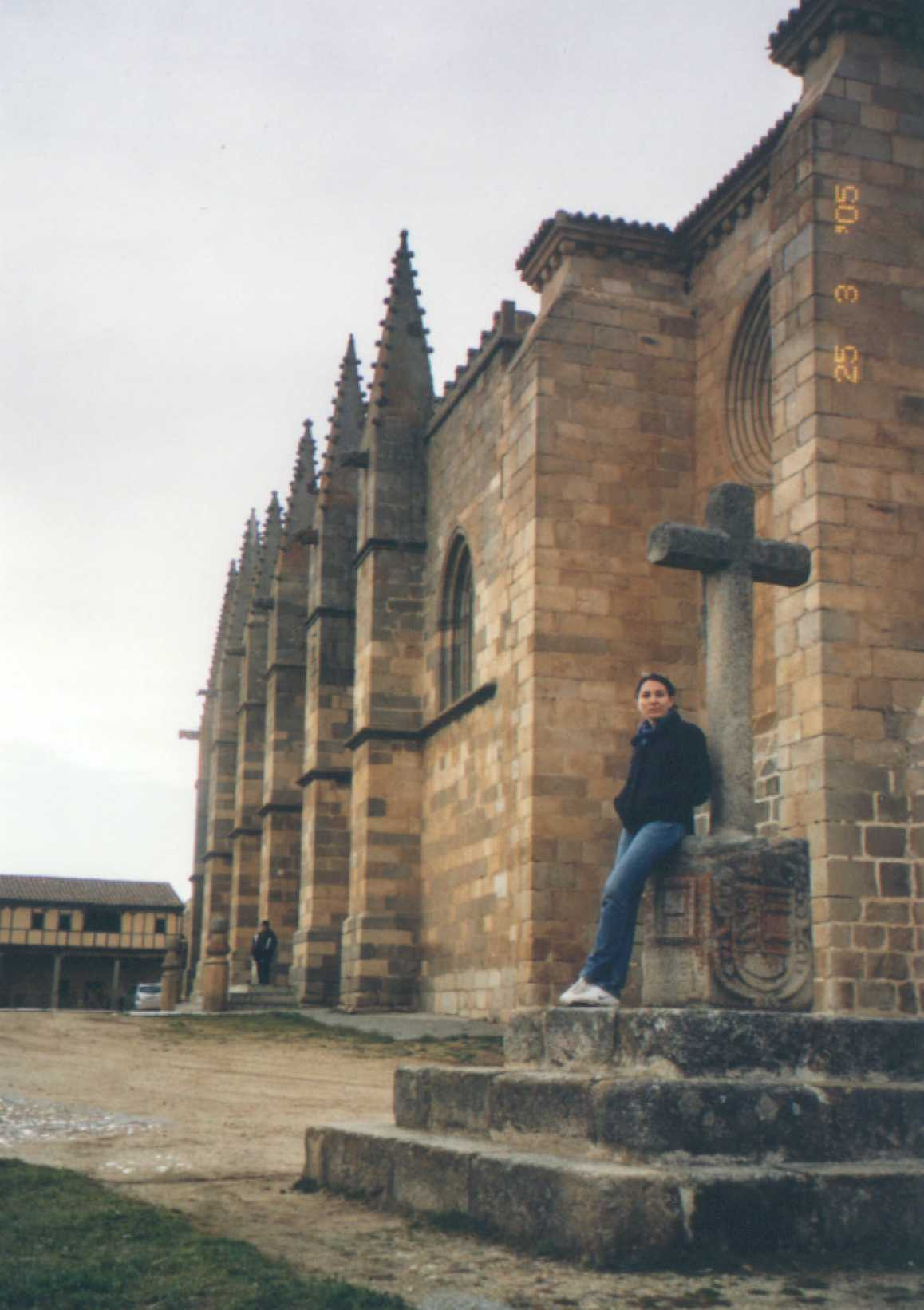
Церква Бонілья-де-ла-Сьєрра